# Lijst van voetbalinterlands Benin - Sao Tomé en Principe
Deze lijst van voetbalinterlands is een overzicht van alle officiële voetbalwedstrijden tussen de nationale teams van Benin en Sao Tomé en Principe. De landen speelden tot op heden twee keer tegen elkaar. De eerste ontmoeting was een kwalificatiewedstrijd voor de Afrika Cup 2015 op 17 mei 2014 in Sao Tomé. Het laatste duel, de returnwedstrijd in dezelfde kwalificatiereeks, werd gespeeld in Porto-Novo op 1 juni 2014.

## Wedstrijden
| № | Plaats     | Datum       | Competitie                   | Wedstrijd                    | Uitslag |
| - | ---------- | ----------- | ---------------------------- | ---------------------------- | ------- |
| 1 | Sao Tomé   | 17 mei 2014 | Afrika Cup 2015 kwalificatie | Sao Tomé en Principe − Benin | 0 − 2   |
| 2 | Porto-Novo | 1 juni 2014 | Afrika Cup 2015 kwalificatie | Benin − Sao Tomé en Principe | 2 − 0   |

## Samenvatting
| Competitie              | Totaal gespeeld | Winst Benin | Gelijk | Winst Sao Tomé en Principe | Doelsaldo Benin – Sao Tomé en Principe |
| ----------------------- | --------------- | ----------- | ------ | -------------------------- | -------------------------------------- |
| Afrika Cup-kwalificatie | 2               | 2           | 0      | 0                          | 4 − 0                                  |
| Totaal                  | 2               | 2           | 0      | 0                          | 4 − 0                                  |

Wedstrijden bepaald door strafschoppen worden, in lijn met de FIFA, als een gelijkspel gerekend.
FBF · 
Benins vrouwenelftal · Olympisch elftal
Algerije ·
Angola ·
Burkina Faso ·
Burundi ·
Congo-Brazzaville ·
Congo-Kinshasa ·
Egypte ·
Equatoriaal-Guinea ·
Ethiopië ·
Gabon ·
Gambia ·
Ghana ·
Guinee ·
Guinee-Bissau ·
Ivoorkust ·
Kameroen ·
Lesotho ·
Liberia ·
Libië ·
Madagaskar ·
Malawi ·
Mali ·
Marokko ·
Mauritanië ·
Mozambique ·
Namibië ·
Niger ·
Nigeria ·
Oeganda ·
Oman ·
Rwanda ·
Sao Tomé en Principe ·
Senegal ·
Sierra Leone ·
Soedan ·
Tanzania ·
Togo ·
Tsjaad ·
Tunesië ·
Verenigde Arabische Emiraten ·
Zambia ·
Zimbabwe ·
Zuid-Afrika ·
Zuid-Soedan
FSF · 
Santomees vrouwenelftal
Interlands
Tegenstander:
Angola ·
Benin ·
Centraal-Afrikaanse Republiek ·
Congo-Brazzaville ·
Equatoriaal-Guinea ·
Ethiopië ·
Gabon ·
Ghana ·
Guinee-Bissau ·
Kaapverdië ·
Kameroen ·
Lesotho ·
Liberia ·
Libië ·
Madagaskar ·
Malawi ·
Marokko ·
Mauritius ·
Namibië ·
Nigeria ·
Oeganda ·
Sierra Leone ·
Soedan ·
Togo ·
Tsjaad ·
Tunesië ·
Zuid-Afrika ·
Zuid-Soedan